# Знаменский сельсовет (Липецкая область)
Знаменский сельсовет — сельское поселение в Лев-Толстовском районе Липецкой области Российской Федерации.
Административный центр — село Знаменское.

## История
Статус и границы сельского поселения установлены Законом Липецкой области от 23 сентября 2004 года № 126-ОЗ «Об установлении границ муниципальных образований Липецкой области»

## Население
| 2010  | 2012  | 2013 | 2014 | 2015  | 2016  | 2017  |
| ----- | ----- | ---- | ---- | ----- | ----- | ----- |
| 1005  | ↘980  | ↘963 | ↘960 | ↗1031 | ↘1026 | ↗1059 |
| 2018  | 2021  |      |      |       |       |       |
| →1059 | ↗1093 |      |      |       |       |       |

## Состав сельского поселения
| № | Населённый пункт | Тип населённого пункта       | Население |
| - | ---------------- | ---------------------------- | --------- |
| 1 | Барятино         | село                         | ↘9        |
| 2 | Знаменское       | село, административный центр | ↗617      |
| 3 | Красный          | посёлок                      | ↘157      |
| 4 | Малая Знаменка   | деревня                      | ↘5        |
| 5 | Племянниково     | село                         | →3        |
| 6 | Свищевка         | село                         | ↘197      |
| 7 | Срезнево         | село                         | ↘17       |